# دوژن
دوژن (به لهستانی:  Durzyn) یک روستا در لهستان است که در گمینا کروتوشن واقع شده‌است.